# Krzysztof Hilary Szembek
Krzysztof Hilary Szembek herbu Szembek (ur. 1722 w Biały, zm. 9 września 1797 roku w Krakowie) – biskup płocki w latach (1785 – 1797), wychowanek jezuitów, kanonik gnieźnieński, był trzykrotnie deputatem na Trybunał Główny Koronny, w latach (1783—1784) pełnił zastępczo funkcje nuncjusza w Polsce, prepozyt płockiej kapituły katedralnej w latach 1766–1784.
Był konsyliarzem konfederacji generalnej koronnej w konfederacji targowickiej, mianowany i ordynowany biskupem tytularnym Verinopolis w 1767 roku.

## Życiorys
Około 1740 wstąpił do seminarium św. Krzyża w Warszawie, prowadzonego przez Misjonarzy. Po ukończeniu nauki wyjechał do Rzymu, gdzie między innymi studiował w akademii szlachetnej młodzi duchownej (Academia Nobilium Ecclesiasticorum). Po powrocie do kraju odprawił 25 marca 1748 w Łowiczu mszę primicyjną, po czym został kanonikiem gnieźnieńskim.
Po raz pierwszy został deputatem na Trybunał Koronny w Piotrkowie w 1749 jako delegat kapituły krakowskiej, jednak trybunał się nie odbył, nawet nie wybrano marszałka. Ponownie został wybrany, również z kapituły krakowskiej w 1754. W tym czasie August III Sas uczynił go kanclerzem swoim młodszych synów Alberta i Klemensa. W listopadzie 1759 król powierzył mu archidiakonię Kolegiaty św. Jana w Warszawie. Po podziale w 1764 trybunału został deputatem na Trybunał Koronny Wielkopolski z kapituły gnieźnieńskiej a w latach 1765 – 1766 był prezydentem – przewodniczącym deputatów kościelnych.
Papież Klemens XIII 29 września 1767 zatwierdził decyzję króla Stanisława II Augusta i w marcu 1768 biskup kijowski Józef Andrzej Załuski wyświęcił Szembeka na biskupa uranopolitańskiego. W 1770 został odznaczony przez króla Orderem św. Stanisława. Był uczestnikiem obiadów czwartkowych a król zlecił malarzowi Marteau namalowanie jego portretu i polecił zawiesić go w sali poprzedzającej pokój marmurowy na zamku.
W 1782 król wydał przywilej dla Kompanii Olkuskiej na prowadzenie wydobycia rud miedzi w rejonie Olkusza, pod Buskiem i w Krzestanowicach i powołał 10 kwietnia Komisję Górniczą, na której prezesa wyznaczył Szembeka.
Król 11 czerwca 1783 odznaczył go Orderem Orła Białego a od 14 czerwca 1783 do 2 grudnia tegoż roku pełnił obowiązki nuncjusza apostolskiego w Polsce z tytułem Delegat Apostolski.
14 marca 1785 został biskupem płockim. Ingres do katedry miał miejsce 8 kwietnia. We wrześniu 1786 zasiadł po raz pierwszy w gronie senatorów na sejm w Warszawie i został wybrany prezesem deputacji do komisji skarbowej litewskiej. W tym także roku, 25 października, został konsyliarzem do Rady Nieustającej i zasiadał przez dwa lata w departamencie skarbowym. Konsyliarz Departamentu Skarbowego Rady Nieustającej w 1788 roku.
Karierę swoją zawdzięczał protekcji swojego krewnego prymasa Krzysztofa Antoniego Szembeka.
Brał czynny udział w pracach Rady Nieustającej i Sejmu Czteroletniego, oraz w przygotowaniu kodeksu Andrzeja Zamoyskiego. Był członkiem konfederacji Sejmu Czteroletniego.

## Ordery i odznaczenia
- Order Orła Białego
- Order Świętego Stanisława.